# リムルル
リムルルは、SNKの対戦型格闘ゲーム『サムライスピリッツ』シリーズに登場する架空の人物。

## 概要
ナコルルの妹である。姉思いの少女であり、常に姉の身を案じたり手助けすることを考えている。冷静な姉とは対照的に活発でやんちゃな性格。
初登場作品は『真サムライスピリッツ 覇王丸地獄変』で、非プレイヤーキャラクターとして、ナコルルステージの背景およびナコルルのエンディングに登場した。この際にプロフィールが設定されているが、後にプレイヤーキャラクターとして登場したときのものとは、身長や年齢などに矛盾が含まれている。ナコルルステージの背景で熊に抱えられていたことから、プレイヤーキャラクターとして登場する旨の情報が公開された当時は、ゲーム雑誌などで「熊を連れて戦うのでは?」と推測される事が多かった。
正式にプレイヤーキャラクターとして登場したのは『サムライスピリッツ 斬紅郎無双剣』(以下『斬紅郎無双剣』)である。彼女もナコルルと同様に巫女の力を有しているとされ、氷の精霊「コンル」を連れて戦う。
『斬紅郎無双剣』のみ、ナコルルと同様に修羅と羅刹で顔の表情が異なる勝利デモが用意されている。ゲームの勝利デモは表情以外は変わらないが、『斬紅郎無双剣』の設定資料では性格や髪の長さもやや異なっている。
性格は『アスラ斬魔伝』のみ明確に設定が分かれており、羅刹はこれまでのようにやんちゃで活発、修羅は甘えん坊で心配性と差別化された。『アスラ斬魔伝』のOVA版は全員修羅を基本として登場した為、リムルルも修羅のデザインで登場するが、性格はこれまでのようなリムルルっぽさを出すためか、ほぼ羅刹リムルル寄りの性格となっている。
『サムライスピリッツ新章〜剣客異聞録 甦りし蒼紅の刃〜』(以下『甦りし蒼紅の刃』)のシナリオでは、『アスラ斬魔伝』の後、ナコルルとリムルルの二人の光の巫女が合わさった時の力を危険視した朧がどちらか一方の巫女を消すことを企て、リムルルの方が朧に襲われた。しかし朧に襲われる直前にコンルがリムルルを氷塊で包み身体を守護した。リムルルはそのままコンルに凍結され、その状態のまま朧に離天京内に20年間封印された。その後の20年後の世界が『甦りし蒼紅の刃』の舞台となっており、そこでリムルルは、ナコルルとナコルルに導かれた覇王丸達によって助け出された。『甦りし蒼紅の刃』ではプレイヤーキャラクターとして操作することは出来ないが、上述のシナリオ部分に登場するのと、ミニゲームの相手役やアタックモード（様々な課題をクリアしていくモード）のナビゲーター役を務める。
戦いの旅に出る理由の多くは「姉より先に元凶を倒そう」とするもので、『サムライスピリッツ 天下一剣客伝』(以下『天下一剣客伝』)のエンディングでは姉が戦いに出なくて良いようにと「争いのない平和な世界」を望んだ。
『斬紅郎無双剣』と『天草降臨』では自身が未熟ながらも、自然を乱す天草四郎時貞を倒すために旅立つ。
『真サムライスピリッツ』〜『甦りし蒼紅の刃』まで、ナコルルとの血縁に関して肉親であるか否かについて触れられた事は無かったが、『サムライスピリッツ零』(以下『零』)のエンディングではナコルルとは血が繋がっていないという描写がある。
派生作品『ナコルル〜あのひとからのおくりもの〜』に於いてはリムルルはナコルルに対して「血のつながった家族である」とされているが、この作品は販売会社が『サムライスピリッツ』シリーズの「SNK(SNKプレイモア)」と違い「インターレッツ」の作品であること、姉妹の血縁関係にとどまらず、ナコルル、リムルルの祖父母の設定や、語られる結末部分が本筋の『サムライスピリッツ』シリーズとは矛盾点が複数存在してる点から、この作品は『サムライスピリッツ』本編とは別の派生作品、パラレルワールドに位置する。

### キャラクターデザイン
ナコルルのエンディングで初登場した際の風貌は、黒髪のショートカットに赤い大きなリボン、青色のアイヌ服であった。プレイヤーキャラクターとなってからは、髪色が濃いめの茶色のショートカットに、濃い茶色の瞳に変更されている。
衣装はナコルルと同様にアイヌの着物を着用しているが、頭部の装飾が大きく違い、ナコルルの後頭部で結ばれた大きなリボンに対し、リムルルはアイヌのマタンプシ(アイヌ模様の入った鉢巻)に近いもので、太い二本の鉢巻をおでこと後頭部に巻きつけ、頭の両サイドで2本の鉢巻を結んでいる。これは全シリーズでも共通している。
衣装の色はナコルルの赤系統のカラーリングに対し、リムルルは青系統を基本とするカラーリングである。
初めてプレイヤーキャラクターとなった『斬紅郎無双剣』、次作の『サムライスピリッツ 天草降臨』(以下『天草降臨』)での服装デザインは、上述の鉢巻き以外は、手甲の形やデザインなど細部に違いがあるが、ナコルルと色違いのほぼ同一の衣装である。
『サムライスピリッツ〜侍魂〜』（以下『侍魂』）にて衣装が大幅にデザインが変更され、トレードマークであった鉢巻はそのままに、青い上着と膝丈の袴姿となり、髪型は活発さとボーイッシュさが増したショートカットヘアになった。その後のシリーズでもマイナーチェンジを繰り返されるが、『侍魂』の髪型や衣装のデザインラインは維持されている。例外は『サムライスピリッツ2〜アスラ斬魔伝〜』(以下『アスラ斬魔伝』)の修羅で、ショートボブの髪型に長袖の着物と長ズボンを着用し、ナコルルと同じように後頭部に青い大きなリボンをつけており、これまでの活発さやボーイッシュさといったこれまでの特徴がほとんど抜けている。キャラクターイラストの表情も羅刹よりやや大人しめになっている。
『SAMURAI SPIRITS(2019)』では、『侍魂』以降のデザインを踏襲しつつも靴がボアブーツのようなものに変更され、背中には毛皮の外套を付けている。

### 武器
ハハクル
リムルルの武器であるメノコマキリ（女性用小太刀。以下の武器設定は『侍魂』におけるもの）。ナコルルが持つ宝刀チチウシを元に、カムイコタンの刀工が作り上げたもの。リムルルが大自然を汚す魔物と対峙する旅のために初めてカムイコタンを出た際、村長をはじめとしたコタンの人々から贈られたもの。
まだ未熟なリムルルの動きを想定して作られており、チチウシには及ばないもののリムルルにとって非常に扱いやすいものとなっている。また、リムルルが氷の妖精コンルと共に戦うことも考慮され、刀身を鍛え上げる際、真っ赤に焼かれた刀身に氷の結晶を何度もまぶし、刀の表面温度が高くならないように工夫されている。
| 刀銘         | ハハクル            |
| 作           | カムイコタンの刀匠  |
| 作日         | 不明                |
| 刀剣の分類   | 彎刀                |
| 日本刀の分類 | アイヌ メノコマキリ |
| 刀身         | 一尺二寸            |
| 造りこみ     | ―                   |

## 技の解説
※一部＜　＞内はアイヌ語に直訳したもの。実際のアイヌ語に照らしたとき文法の誤りも見られるので注意。『SAMURAI SPIRITS (2019)』では、一般的な捨て仮名以外は大文字で表記されるようになっている（例：コンル シラル →コンル シラル）。

### 必殺技
カムイ シトゥキ ＜神・鏡＞
前方に氷の鏡を発生させて、その後に氷の槍を発生させる技。鏡と言うだけあって、飛び道具を跳ね返せる。鏡の部分を相手に当てると気絶させることが出来る。ただし本来シトゥキとは「鏡」というよりは、「アクセサリ」や「首飾り」などのニュアンスで使われる言葉である。
コンル シラル ＜氷・岩＞
空中でしゃがみ込み、足場としての氷を作り出す技。そこから再ジャンプ可能。氷はしばらくすると落下する。素手状態で氷に乗り、そのまま落下すると特殊なアクションが見られることがある。
コンル メム ＜氷・池または泉＞
ダメージ0の下段技だが、ヒットすると相手の体勢が崩れるので追撃可能。
ルプシ クアレ（ニシ） ＜凍る・弓（空）＞
氷の礫を山なりに放り投げる技。礫自体に攻撃判定は無いが、一定距離（強弱によって違う）飛ぶと「氷の花」が咲き、この花に攻撃判定が発生する。
ルプシ クアレ（トィトィ） ＜凍る・弓（地）＞
上記と同じ技だが、こちらは礫が地面を滑っていく技。ヒット後に追撃可能。
コンル ノンノ ＜氷・花＞
大きく反り返った後に両掌を地面へとつけて氷の花を地面から生み出して、それを垂直上昇させる技。
ルプシ トゥム ＜凍る・力＞
大きな氷の槍を突き出す技。
ウプン オプ ＜吹雪・槍＞
氷の槍を大量発生させる。最後は巨大な槍が発生。
ルプシ テク ヌム（チィゥ） ＜凍る・掌（突く）＞
コマンド投げ。相手を凍らせて突き飛ばす。ダメージは少ないがダウンを奪える。
ルプシ テク ヌム（ヤク） ＜凍る・掌（砕く）＞
コマンド投げ。こちらは相手を凍らせて打撃を与える。ダメージは多いがダウンは奪えない。
ルプシ カムイ ウェイサンペコル ＜凍る・神・いたずら＞
（頭）素手状態の時のみ出せる技。踏み込み中に勢いありすぎてつまずき、頭から着地してしまう。攻撃判定あり。
（足）同じく素手状態時に出せる。踏み込み中に滑って尻餅をついてしまう。攻撃判定あり。
ルプシ カムイ ウェイサンペコル ルヤンペ ＜凍る・神・いたずら・嵐または雨＞
（頭・足）上記の技の怒り時版。転がり乱舞、ダメージ乱舞、吹き飛び乱舞。

### 武器飛ばし技など
ルプシ カムイ エムシ ＜凍る・神・刀＞
『斬紅郎無双剣』での武器飛ばし技。リムルルが飛び退きながら氷の礫を投げると、それは氷の花となって地面を滑っていき、ヒットすると相手を巨大な氷塊に閉じ込めてしまう技。
ルプシ カムイ エムシ（ニシ） ＜凍る・神・刀（空）＞
『天草降臨』以降の武器飛ばし技。巨大な氷塊を出現させて、相手に向かって投げつける。
ルプシ カムイ エムシ（トィトィ） ＜凍る・神・刀（地）＞
巨大な氷塊を出現させて、相手に向かって地面を滑らせてぶつける武器飛ばし技。
羅刹用の技だが、『零』以降の武器飛ばし技もこちらになっている。『天下一剣客伝』では秘奥義。
ルヤンペ コンル ノチゥ ＜嵐・氷・星＞
『アスラ斬魔伝』での羅刹用の武器飛ばし技。頭の上で複数の氷塊を渦巻かせて、相手に向かって飛ばす。
コンル ストゥ ポロ＜氷・棍棒・大きい＞
『零SPECIAL』の絶命奥義。相手を全身氷漬けにして、氷で出来た巨大ハンマーで殴り倒す。
『天下一剣客伝』では武器飛ばし技で、直に氷のハンマーを振り下ろすようになっている。
ポロ コンル トゥルセレ＜大きい・氷・落ちる＞
『SAMURAI SPIRITS (2019)』での秘奥義。相手を氷漬けにしたあと氷の足場に乗って上昇し、上空から巨大な氷の塊を落とす。

## キャスト
- 桜井智（現・櫻井智）（斬紅郎無双剣）
- 松本恵（現・松本莉緒）（天草降臨、武士道烈伝）
- 神谷けいこ（侍魂～甦りし蒼紅の刃、ナコルル～あのひとからのおくりもの～）
- 生天目仁美（零～零SP、閃、グランブルーファンタジー）
- 釘宮理恵（天下一剣客伝）
- 氷上恭子（武士道烈伝〈CDドラマ版〉）
- 加藤英美里（パチスロ・サムライスピリッツ鬼）
- 大野柚布子（THE KING OF FIGHTERS ALLSTAR、『SAMURAI SPIRITS (2019)』）

## 関連人物
- ナコルル - 姉
- レラ - 姉の分身
- サノウク - 祖父
- モナシリ - 祖母
- 覇王丸 - 姉の仲間、居候
- 天草四郎時貞 - 嫌っている。
- 妖怪腐れ外道 - 追跡されている。